# Puerto de Poti
El Puerto de Poti o el Puerto marítimo de Poti (en georgiano: ფოთის საზღვაო ნავსადგური) es un importante puerto marítimo y el puerto de la costa oriental del mar Negro, en la desembocadura del río Rioni en Poti, Georgia. El puerto de Poti es un punto de cruce del  Corredor Trans-Cáucaso/ TRACECA, un proyecto multinacional que conecta el puerto rumano de Constanza y el puerto búlgaro de Varna con los países sin litoral de la región del Caspio y de Asia Central. La construcción de un puerto marítimo en Poti fue concebida poco después de 1828, cuando el Imperio ruso reconquistó la ciudad del Imperio otomano que controlaba desde el fraccionamiento del Reino de Georgia. En 1858, a Poti se le concedió el título de ciudad puerto, pero no fue hasta 1899 cuando, bajo el patrocinio del alcalde de Poti Niko Nikoladze, la construcción entró en la etapa de construcción y se terminó en 1907. El puerto fue ya reconstruido varias veces, más recientemente, bajo el patrocinio del gobierno holandés y la Unión Europea. 